# تیمپیلیکان
تیمپیلیکان (روسی: Тымпылыкан) یک رودخانه در استان یاقوتستان کشور روسیه است.